# Église Saint-Martin de Tourville-sur-Arques
Pour les articles homonymes, voir Église Saint-Martin.
L'église Saint-Martin est une église catholique située à Tourville-sur-Arques, en France.

## Localisation
L'église est située à Tourville-sur-Arques, commune du département français de la Seine-Maritime. 

## Historique
L'église dépend de l'abbaye de Saint-Georges-de-Boscherville dès le XIIe siècle. 
L'édifice est inscrit au titre des monuments historiques par arrêté du 14 avril 1930.

## Description
L'édifice est construit en grès. Il possède deux nefs et un chevet plat.
L'église contient des fonts baptismaux du XVIe siècle provenant d'un édifice supprimé, un aigle lutrin du XVIIe siècle et une Vierge à l'Enfant polychrome du même siècle. Une litre funéraire est également conservée.
Une plaque dédiée à Armand Thomas Hue de Miromesnil inhumé en 1796 se trouve dans l'édifice.